# Імперські стани

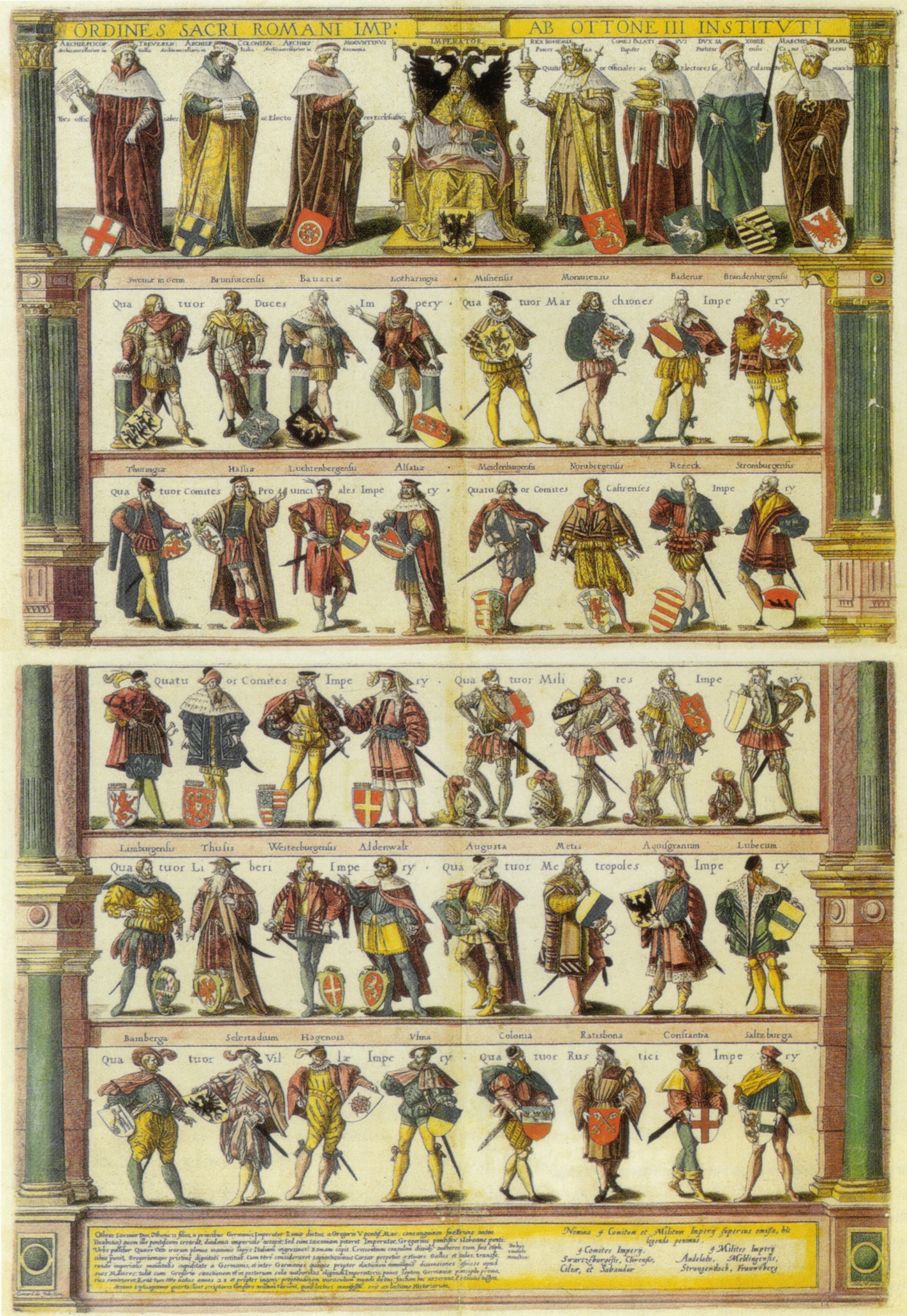
Символічне зображення імперських станів, картина 1606 року

Імперські стани (нім. Reichsstände) — суб'єкти Священної Римської імперії, що мали право голосу в рейхстазі. На відміну від інших підданих імперії імперські стани не підкорялися нікому, крім імператора. У соціальному плані імперські стани представляли собою вищу шляхту, вище духівництво і патриціат імперських міст, що утворювали в сукупності найважливішу соціальну базу імперії. У державно-правовому плані представники імперських станів були правителями державних утворень, що становили Священну Римську імперію, і володіли територіальним суверенітетом у своїх володіннях. Поняття «імперський стан» застосовувалося не тільки до правителів імперських світських і духовних князівств і графств, а й до цих державних утворень як таких, оскільки згідно панівної до кінця XVIII століття правової теорії князівства і графства розглядалися як спадкова власність князя.